# Pyšel
Pyšel (en allemand : Pischel) est une commune du district de Třebíč, dans la région de Vysočina, en République tchèque. Sa population s'élevait à 475 habitants en 2024.

## Géographie
Pyšel se trouve à 8 km au nord-ouest de Náměšť nad Oslavou, à 14 km à l'est-nord-est de Třebíč, à 38 km à l'est-sud-est de Jihlava et à 151 km au sud-est de Prague.
La commune est limitée par Kamenná et Tasov au nord, par Čikov et Zahrádka à l'est, par Studenec et Pozďatín au sud, et par Budišov à l'ouest.

## Histoire
La première mention écrite de la localité date de 1349.

## Galerie

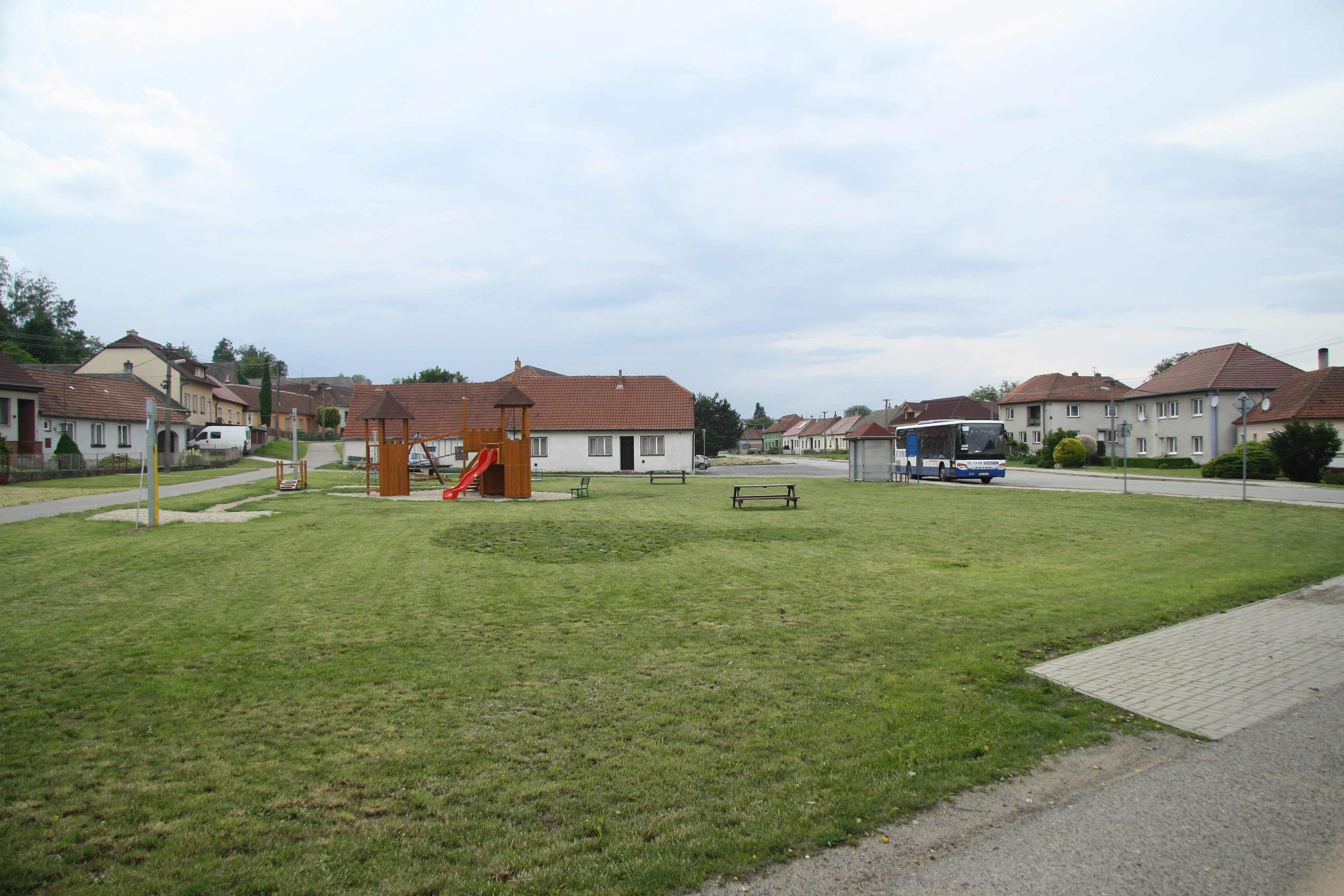
Place centrale.
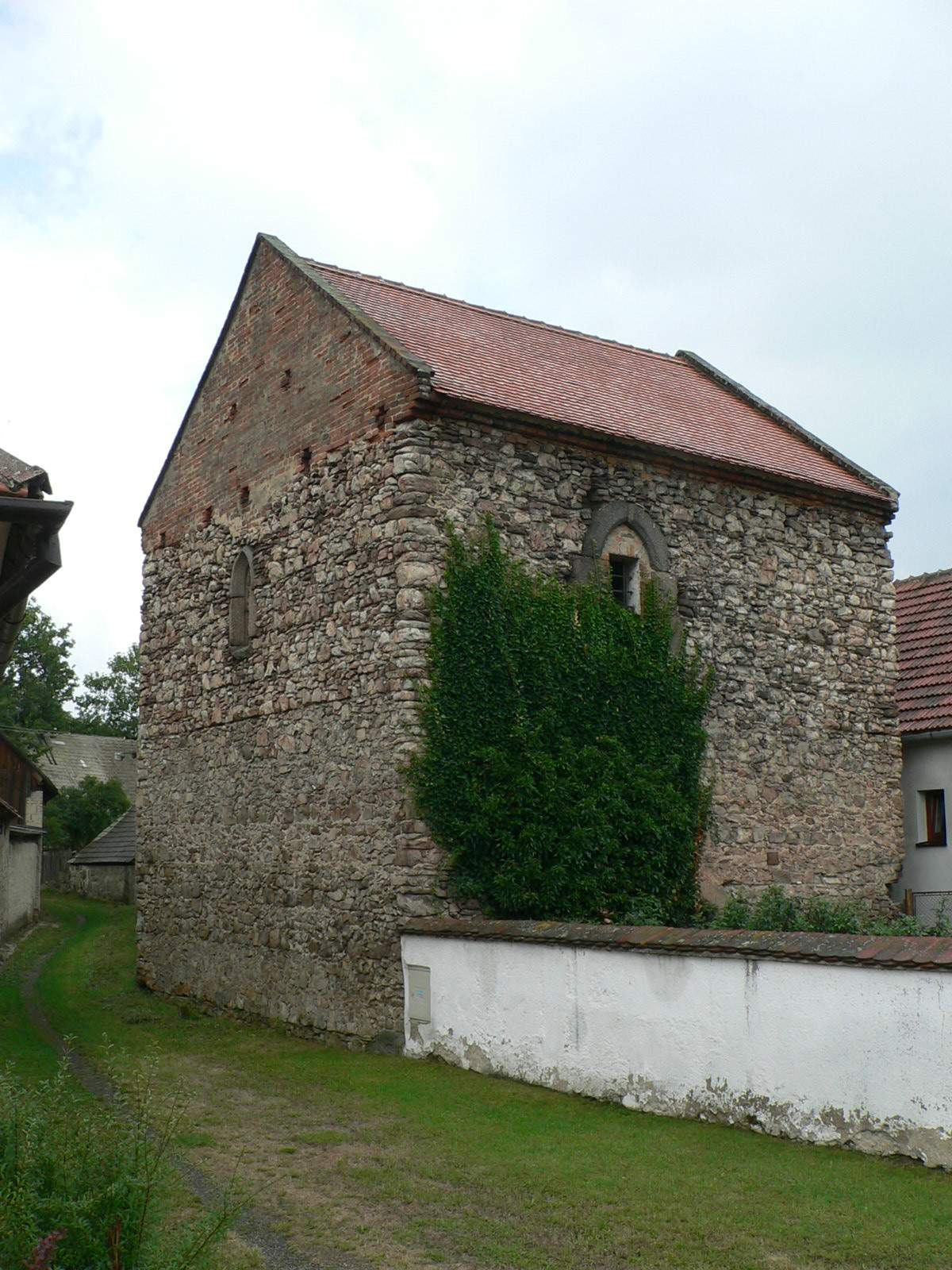
Maison forte à Pyšel.
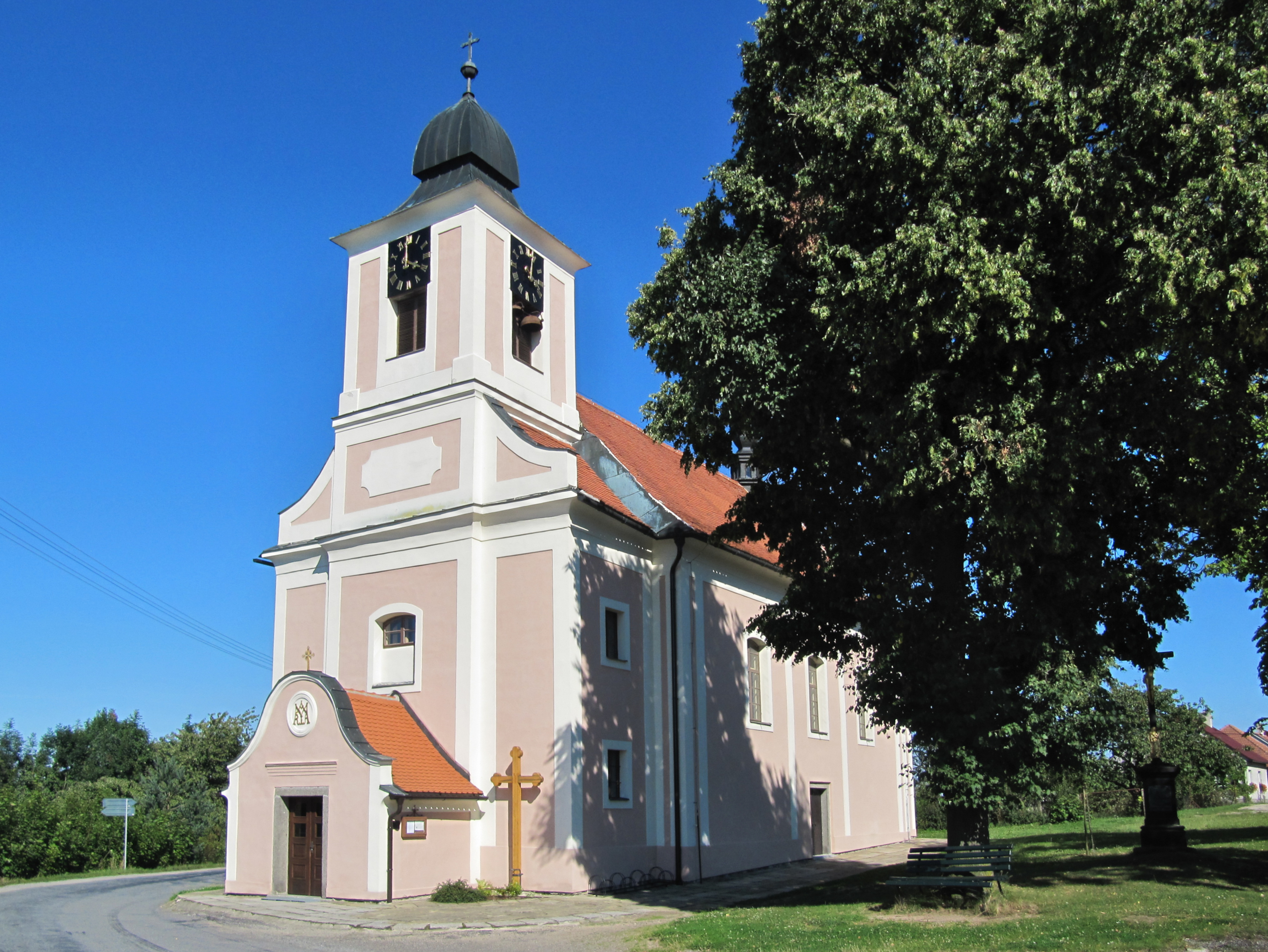
Église de Pyšel.

## Transports
Par la route, Pyšel se trouve à 10 km de Náměšť nad Oslavou, à 16,7 km de Třebíč, à 50 km de Jihlava et à 173 km de Prague.

## Personnalités
- Petr Široký (1903-1983)[5], célèbre aviateur tchèque, est né à Pyšel[6].